# Alegeri legislative în Belgia, 2007
Alegerile legislative federale din Belgia s-au derulat duminică, 10 iunie 2007. Electorii au fost chemați să voteze noii membri ai Camerei Reprezentanților și ai Senatului. Alegerile legislative precedente se desfășuraseră pe data de 18 mai 2003.
Camera Reprezentanților se compune din 150 de deputați, dintre care 88 vor fi aleși de grupul lingvistic neerlandofon (în special în regiunea Flandra), iar restul de 62 de deputați vor fi votați de grupul lingvistic francofon (dintre care 48 în regiunea valonă și 14 în Bruxelles).
În ceea ce privește Senatul, acesta este alcătuit din 74 de senatori. 40 de senatori vor fi votați direct în data de 10 iunie 2007, dintre care 25 de senatori vor fi aleși de colegiul flamand, iar 15 senatori de către colegiul francofon. 21 de senatori sunt votați de parlamentarii comunităților flamande (10 senatori), franceze (10 senatori) și germanofone (1 senator). În plus 10 senatori sunt cooptați: 6 desemnați de către cei 35 de senatori flamanzi, deja, aleși și 4 desemnați de către cei 25 de senatori francofoni, deja votați. Nu în ultimul rând, cei 3 copii ai regelui Albert al II-lea al Belgiei sunt considerați senatori de drept. Se pune problema transformării acestei Camere belgiene în Camera Statelor, după modelul adunării din statele federale, cum ar fi de exmplu Bundesrat în Germania.
Votul este obligatoriu. Corpul electoral este constituit din toți cetățenii belgieni, cu vârsta de peste 18 ani, împliniți până la data de 10 iunie 2007, înscriși într-o comună a Regatului, ambasadă, sau consulat al Belgiei și care nu se află într-una din situațiile de excluziune, sau suspendare, prevăzute în articolele 6-9 din codul electoral.
O limită minimă legală de 5% din voturi este necesară, pentru ca un partid să poată fi reprezentat de către unul, sau mai mulți membri de-ai săi, în Camera Reprezentanților, sau în Senat.

## Agenda electorală
- Pe 24 martie 2007 începe perioada de limitare a cheltuielilor electorale, cu trei luni mai devreme de data alegerilor( 24 iunie 2007);
- Pe 1 mai 2007, o hotărâre regală fixează data de dizolvare a Camerelor Raprezentanților și Senatului;
- Pe 2 mai 2007, hotărârea regală este publicată în Monitorul belgian.
- Pe 24 martie 2007 începe perioada de limitare a cheltuielilor electorale, cu 3 luni mai devreme de data alegerilor( 24 iunie 2007).
- Pe 1 mai 2007, o hotărâre regală fixează data de dizolvare a actualelor Camere a Reprezentanților și Senatului.
- Pe  2 mai 2007, hotărârea regală este publicată în Monitorul belgian. De asemenea este publicată și lista articolelor din Constituție, care vor putea fi revizuite. Această revizuire a Constituției se înscrie în cadrul negocierilor comunitare dintre flamanzi și francofoni.

În acea zi, cele 2 Camere ale Parlamentului sunt dizolvate. În ceea ce privește Guvernul, acesta este demis și continuă să administreze doar „chestiunile curente”, respectiv tot ce ține de administrare și problemele urgente.
- Pe 11 mai 2007, diferitele partide, care candidează, își depun siglele și logo-urile oficiale la Ministerul de Interne. La ora 12, ministrul Internelor, Patrick Dewael, participă la tragerea la sorți a numerelor naționale atribuite fiecărui partid,

ale căror sigle și logo-uri sunt înregistrate.
- Pe 27 mai 2007, Consiliul miniștrilor decide, după consultarea  președinților de partid, a Curții constituționale, a Consiliului de Stat, a miniștrilor comunităților și regiunilor Belgiei, care dintre articolele, revizuite din Constituție, vor fi luate în cnsiderare.
- Pe  10 iunie 2007, Guvernul își prezintă demisia în fața regelui. Guvernul continuă să se ocupe de chestiunile curente, până când noul Guvern va fi format și numit de către rege. În această zi au loc alegerile în toate circumscripțiile electorale ale Regatului.

## Partidele  candidate
- Belgische Unie- Uniunea belgiană(BUB), este un partid de centru, unitar, care militează pentru unitatea națională din Belgia (francofon și flamand deopotrivă).
- Centrul democrat umanist(cdH), partid democrat umanist, francofon.
- Partidul  creștinilor democrați federali(CDF), partid democrat-creștin, unitar
- Christen-Democratisch en Vlaams(CD&V), partid democrat-creștin, flamand, în alianță cu Nieuw-Vlaamse Alliantie, partid separatist, flamand.
- Comite pour une Autre Politique(CAP), partid unitar de stânga.
- Ecolo, partidul verde, francofon.
- Forza  Flandria, partid flamand.
- Frontul  naționalist (FN), partid naționalist, francofon.
- Groen!, partidul verde, flamand.
- Liga arabă europeană, organizație panarabă, stabilită în Belgia și Țările de Jos.
- Lijst Dedecker, partidul fostului senator VLD, Jean-Marie Dedecker, flamand.
- Mișcarea  reformatoare (MR), partid liberal, francofon, cuprinzând Frontul democratic al francofonilor și Mișcarea cetățenilor pentru schimbare.
- Nee, partid flamand.
- Partidul comunist al Belgiei (PCB), partid de extremă stângă, francofon.
- Partidul  muncii din Belgia (PTB+/PvdA+), partid unitar de extremă stângă.
- Partidul socialist (PS), partid social-democrat, francofon.
- Rassemblement  Wallonie France, partid separatist, care militează pentru alipirea la Franța, francofon.
- Partidul socialist-diferit (sp.a), partid social-democrat, flamand, în alianță cu Spirit, partid confederalist, flamand.
- UNIE,  partid unitar.
- Vlaams Belang, partid naționalist, flamand.
- Vlaamse  Liberalen en Democraten (VLD), recent renumit Open VLD, partid liberal, flamand, în alianță cu Vivant, partid unitar, și Liberaal Appel, partid liberal de dreapta, flamand.
- VLOTT,  partidul fostului senator VLD, Hugo Coveliers, liberal, flamand.
- Wallon, partid separatist francofon, care militează pentru independența Regiunii Valonia și, eventual, alipirea la Franța.

## Numerele listelor naționale
Pentru Senat
1.Frontul Național
2.Centrul democrat umanist
3.Christen-Democratisch en Vlaams/Nieuw-Vlaamse Alliantie
4.Vlaams  Belang
5.Mișcarea Reformatoare
6.Flamanzii liberali și democrați (Open VLD)
7.Partidul socialist
8.Groen!
9.Socialistische Partij Anders-Spirit
10.Ecolo
11.Lijst  Dedecker
12.Partidul Comunist al Belgiei (PCB)
13.Comite pour une Autre Politique
14.Rassemblement Wallonie France
15.Partidul muncii din Belgia (PTB+/PvdA+)

## Principalele  partide
Listele pentru Parlament sunt realizate pe provincii, cu excepția regiunii flamande Brabant și a regiunii capitalei Bruxelles, care sunt divizate în două sectoare electorale, Louvain și Bruxelles-Hal-Vilvorde(BHV). Listele pentru Senat sunt introduse pe bază lingvistică. Cele 5 provincii ale regiunii Valonia și sectorul electoral Bruxelles-Hal-Vilvorde pentru francofoni, 4 provincii flamande, Louvain și Bruxelles-Hal-Vilvorde pentru flamanzi.

### Partide francofone
Reprezentanții Partidului socialist sunt: pentru Senat, Anne-Marie Lizin; pentru Liege, Michel Daerden; pentru Hainaut, Elio Di Rupo; pentru Luxembourg, André Perpète; pentru Namur, Claude Eerdekens; pentru Brabant, André Flahaut; pentru Bruxelles-Hal-Vilvorde, Laurette Onkelinx.
Reprezentanții Partidul Mișcarea Reformatoare sunt: pentru Senat, Armand De Decker; pentru Liege,Didier Reynders; pentru Hainaut, Olivier Chastel; pentru Luxembourg, Philippe Collard; pentru Namur, Sabine Laruelle; pentru Brabant, Charles Michel; pentru Bruxelles-Hal-Vilvorde, Olivier Maingain.
Reprezentanții partidului CDH sunt: pentru Senat, Francis Delpérée; pentru Liege, Melchior Wathelet; pentru Hainaut, Catherine Fonck; pentru Luxembourg, Josy Arens; pentru Namur, Maxime Prévot; pentru Brabant, André Antoine; pentru Bruxelles-Hal-Vilvorde, Joëlle Milquet.
Reprezentanții  partidului Ecolo: pentru Senat, Isabelle Durant; pentru Liege, Muriel Gerkens; pentru Hainaut, Jean-Marc Nollet; pentru Luxembourg, Cécile Thibaut; pentru Namur, Georges Gilkinet; pentru Brabant, Thérèse Snoy; pentru Bruxelles-Hal-Vilvorde, Zoé Genot.
Reprezentanții  partidului Frontul Național sunt: pentru Senat, Michel Delacroix; pentru Liege, Michaël Bollen; pentru Hainaut, Patrick Cocriamont; pentru Luxembourg, Pierre Beneux; pentru Namur, Daniel Canivet; pentru Brabant, Grégory Duquenne; pentru Bruxelles-Hal-Vilvorde, Maryvonne Vermonden.

### Partidele flamande
Reprezentanții partidului CD&V-N-VA sunt: pentru Senat, Yves Leterme; pentru Flandra Occidentală, Hendrik Bogaert; pentru Flandra Orientală, Pieter De Crem; pentru Anvers, Inge Vervotte; pentru Limburg, Jo Vandeurzen; pentru Louvain, Carl Devlies; pentru Bruxelles-Hal-Vilvorde, Herman Van Rompuy.
Reprezentanții partidului Open VLD sunt: pentru Senat, Guy Verhofstadt; pentru Flandra Occidentală, Vincent Van Quickenborne; pentru Flandra Orientală, Karel De Gucht; pentru Anvers, Bart Somers; pentru Limburg, Patrick Dewael; pentru Louvain, Rik Daems; pentru Bruxelles-Hal-Vilvorde, Maggie De Block.
Reprezentanții partidului SP-A-SPIRIT sunt: pentru Senat, Johan Vande Lanotte; pentru Flandra Occidentală, Renaat Landuyt; pentru Flandra Orientală, Freya Van den Bossche; pentru Anvers, Christine Van Broeckhoven; pentru Limburg, Peter Vanvelthoven; pentru Louvain, Bruno Tobback; pentru Bruxelles-Hal-Vilvorde, Hans Bonte.
Reprezentanții partidului VB sunt: pentru Senat, Frank Vanhecke; pentru Flandra Occidentală, Koen Bultinck; pentru Flandra Orientală, Guy D'haeseleer; pentru Anvers, Gerolf Annemans; pentru Limburg, Bert Schoofs; pentru Louvain, Hagen Goyvaerts; pentru Bruxelles-Hal-Vilvorde, Filip De Man.
Reprezentanții partidului Groen! sunt: pentru Senat, Vera Dua; pentru Flandra Occidentală, Wouter De Vriendt; pentru Flandra Orientală, Stefaan Van Hecke; pentru Anvers, Meyrem Almaci; pentru Limburg, Johan Danen; pentru Louvain, Peter Lombaert; pentru Bruxelles-Hal-Vilvorde, Tinne Van der Straeten.
Reprezentanții partidului LDD sunt: pentru Senat, Lieve Van Ermen; pentru Flandra Occidentală, Jean-Marie Dedecker; pentru Flandra Orientală, Martine De Maght; pentru Anvers, Jurgen Verstrepen; pentru Limburg, Marc Similon; pentru Louvain, Dirk Vijnck; pentru Bruxelles-Hal-Vilvorde, Isabelle Van Laethem.

## Rezultatele pe regiune: Flandra, Bruxelles, Valonia
Repartizarea rezultatelor electorale pe regiune este necesară, având în vedere că partidele reprezentate în Parlament nu propun mai multe liste în întreaga Belgie, pentru partidele flamande, fie în Flandra și Bruxelles, pentru partidele valone și bruxeleze francofone, fie în Valonia, fie în Bruxelles.

### Corpul electoral flamand
Candidaților flamanzi le-au revenit 88 de mandate în Parlamentul federal, din 150 de mandate de deputați.
Comentariul făcut de directorul CRISP-ului, Vincent de Coorebyter, în publicația săptămânală Le Vif/L'Express, este clar:„ Soarta Belgiei este în mâna separatiștilor”. Acest observator vrea să sublinieze faptul că, atât în aripa flamandă a Parlamentului federal belgian, cât și în Parlamentul flamand propriu-zis (ales în 2004), partidele care solicită mai multă autonomie pentru Flandra sunt preponderente, în principal CD&V-ul și Vlaams Belang , precum și Lijst Dedecker. Aceste 3 partide obțin 52 de mandate, din cele 88 de mandate, care aparțin parlamentarilor flamanzi în Camera Reprezentanților din Belgia.

### Corpul  electoral bruxelez
Candidaților bruxelezi le-au revenit 14 mandate, doar celor francofoni, din 150 de deputați federali belgieni.

### Corpul  electoral valon
48 de mandate din 150 de deputați federali belgieni.
În  ceea ce privește partidele valone și francofone, lucrul care frapează este înfrângerea Partidului Socialist. Acesta a ocupat întotdeauna primul loc în Valonia, după perioada instaurării sufragiului universal. În 2007, acest partid, care a obținut 29,6% din voturi, cedează primul loc liberalilor din partidul Mișcarea Reformatoare, al lui Didier Reynders, aceștia din urmă obținând 31,2% din aprobările exprimate. Aceste rezultate au incriminat candidatura lui Elio Di Rupo, fără ca aleșii socialiști actuali să-și fi  exprimat public opinia, cu privire la acest subiect. Fostul președinte socialist, Guy Spitaels, care și-a exprimat opinia, în publicația Le Soir și la televizor, joi 14 iunie, l-a îndemnat, se pare, pe Elio Di Rupo, să anunțe că va prelua conducerea Partidului socialist și că va renunța la conducerea Guvernului valon, funcție despre care Guy Spitaels spunea că, ar trebui ocupată de o persoană, care ar fi dispusă să se consacre din plin.
Dacă partidele Mișcarea Reformatoare și Partidul Socialist au același număr de mandate( Partidul Socialist fiind învins la voturi), în Camera belgiană în ceea ce privește numărul de deputați valoni, Partidul Socialist domină întotdeauna Parlamentul valon. Mișcarea Reformatoare domină, de asemenea, reprezentarea federală francofonă (valoni+bruxelezi francofoni).

## Sondaje preelectorale
Dacă diferitele anchete pre-electorale au conturat, în mare parte, voturile, respectiv scorul important obținut de partidul CD&V, acestea au subestimat anumite diferențe. Astfel, amploarea retragerii partidului sp.a, a progresiei familiilor ecologiste  și importanța partidului Lijst Dedecker nu au fost anticipate și nici reculul Partidului Socialist, care și-a pierdut conducătorul politic în Valonia, în favoarea liberalilor, pentru prima dată după apariția sufragiului universal în Belgia.

## Consecințe și criza instituțională
- Pe 11 iunie, Johan Vande Lanotte demisionează de la conducerea SPA.
- Pe 11 iunie, Elio Di Rupo anunță  luarea sub tutelă a Uniunii socialiste comunale din Charleroi și a Federației socialiste din Charleroi. Acesta solicită, de altfel, demisia primarilor  și a tuturor magistraților Partidului socialist din Charleroi.
- Pe 12 iunie, colegiul primarilor și magistraților din Charleroi demisionează (inclusiv magistratul partidului CDH, Jean-Jacques Viseur), conform dorinței lui Elio Di Rupo.
- Pe 12 iunie, majoritatea PS-CDH, din Valonia, modifică, cu acordul opoziției, o dispoziție a decretului Conrad, impunând legea electorală comunală, pentru a rezolva situația din Charleroi.
- Pe  12 iunie, regele Albert al II-lea îl numește pe Didier Reynders, în funcția de informator.
- Pe 14 iunie, fostul președinte al Partidului socialist, Guy Spitaels, a reacționat la înfrângerea electorală a socialiștilor, cerându-i lui Elio Di Rupo să nu mai cumuleze diferitele funcții, pe care le ocupă, și să aleagă între funcția de primar în Mons, președinte al partidului și ministru al Valoniei, și să-și exprime regretul față de dizolvarea structurilor Partidului socialist, față de populație și față de pasivitatea socialismului european.
- Pe  15 iunie, Elio Di Rupo fixează data alegerilor pentru conducerea Partidului socialist, care vor avea loc în iulie. Acesta anunță că va candida  și că va renunța la funcția de ministru al Valoniei, dacă va fi numit la conducerea Partidului socialist.
- Pe  20 iunie, Didier Reynders informează regele.
- Pe 30 august, Herman Van Rompuy este numit „explorator”, de către rege.
- Pe 30 septembrie, Leterme este numit din nou formator.

## Rezultate
Rezultatul alegerilor din 10 iunie 2007 pentru Camera Reprezentanților:
|                           | CD&V – N-VA               | 1,234,950 | +162,802 | 18.51%  | +2.20% | 30  | +8 |
|                           | MR                        | 835,073   | +86,121  | 12.52%  | +1.12% | 23  | −1 |
|                           | Vlaams Belang             | 799,844   | +38,437  | 11.99%  | +0.40% | 17  | −1 |
|                           | Open VLD                  | 789,455   | −219,768 | 11.83%  | −3.53% | 18  | −7 |
|                           | PS                        | 724,787   | −131,205 | 10.86%  | −2.16% | 20  | −5 |
|                           | Sp.a – Spirit             | 684,390   | −295,360 | 10.26%  | −4.65% | 14  | −9 |
|                           | cdH                       | 404,077   | +44,417  | 6.06%   | +0.59% | 10  | +2 |
|                           | Ecolo                     | 340,378   | +139,260 | 5.10%   | +2.04% | 8   | +4 |
|                           | List Dedecker             | 268,648   | +268,648 | 4,03%   | +4,03% | 5   | +5 |
|                           | Verzi!                    | 265,828   | +103,623 | 3.98%   | +1.51% | 4   | +4 |
|                           | FN                        | 131,385   | +1,373   | 1.97%   | −0.01% | 1   | ±0 |
|                           | Alții                     | 192,545   | —        | 2.89%   | —      | —   | —  |
| Total (participare 91.0%) | Total (participare 91.0%) | 6,671,360 |          | 100.00% |        | 150 |    |
| Sursa: Verkiezingen 2007. |                           |           |          |         |        |     |    |

Rezultatul alegerilor din 10 iunie 2007 pentru Senat:
|                           | CD&V – N-VA               | 1,287,389 | +254,267 | 19.42%  | +3.65% | 9  | +3 |
|                           | Open VLD                  | 821,980   | −185,888 | 12.40%  | −2.98% | 5  | −2 |
|                           | MR                        | 815,755   | +19,998  | 12.31%  | +0.16% | 6  | +1 |
|                           | Vlaams Belang             | 787,782   | +45,842  | 11.89%  | +0.57% | 5  | ±0 |
|                           | PS                        | 678,812   | −162,096 | 10.24%  | −2.60% | 4  | −2 |
|                           | Sp.a – Spirit             | 665,342   | −348,218 | 10.04%  | −5.43% | 4  | −3 |
|                           | cdH                       | 390,852   | +28,147  | 5.90%   | +0.36% | 2  | ±0 |
|                           | Ecolo                     | 385,466   | +176,598 | 5.82%   | +2.63% | 2  | +1 |
|                           | Verzi!                    | 241,151   | +80,127  | 3.64%   | +1,18% | 1  | +1 |
|                           | List Dedecker             | 223,992   | +223,992 | 3.38%   | +3.38% | 1  | +1 |
|                           | FN                        | 150,461   | +3,156   | 2.27%   | +0,02% | 1  | ±0 |
|                           | Alții                     | 179,145   | —        | 2.69%   | —      | —  | —  |
| Total (participare 91.1%) | Total (participare 91.1%) | 6,628,127 |          | 100.00% |        | 40 |    |
| Sursa: Verkiezingen 2007. |                           |           |          |         |        |    |    |